# Поладлы (Агдамский район)
Поладлы  (азерб. Poladlı) — село в Гасымлинском сельском административно-территориальном округе Агдамского района Азербайджана.

## Топоним
Название села происходит от шахсевенского племени поладлы.

## География
Расположено на берегу реки Гаргар.

## История
В ходе Первой карабахской войны, в 1993 году село было занято армянскими вооружёнными силами, и до ноября 2020 года находилось под контролем непризнанной НКР. Согласно трёхстороннему заявлению о прекращении огня, 20 ноября 2020 года Агдамский район был возвращён Азербайджану.
В апреле 2021 года Минобороны Азербайджана распространило видеокадры из села Поладлы Агдамского района.